# A-League 2007-08
La temporada 2007-08 de la A-League fue la tercera edición de la máxima categoría del fútbol de Australia y Nueva Zelanda. 
La competencia dio inicio el 24 de agosto de 2007 y se extendió durante 21 fechas en la que cada equipo enfrentó tres veces a sus rivales. Al final de la temporada regular los cuatro primeros avanzan a la fase final por el título.
El Newcastle United Jets se coronó campeón tras vencer en la final nacional al ganador de la fase regular el Central Coast Mariners. Este es el primer título en la historia del club que clasifica de este modo a la Liga de Campeones de la AFC 2009 junto con el Central Coast Mariners, finalista del torneo y que había obtenido la primera plaza en la clasificación de la temporada regular.
Al inicio del torneo el club Wellington Phoenix sustituyó a los New Zealand Knights, club al que la organización de la A-League no le revalido su licencia.

## Equipos participantes
| Club                   | Ciudad         | Estadio                  | Capacidad |
| ---------------------- | -------------- | ------------------------ | --------- |
| Adelaide United        | Adelaide, SA   | Hindmarsh Stadium        | 17,000    |
| Central Coast Mariners | Gosford, NSW   | Bluetongue Stadium       | 20,119    |
| Melbourne Victory      | Melbourne, VIC | Olympic Park Stadium     | 18,500    |
| Newcastle Jets         | Newcastle, NSW | Energy Australia Stadium | 26,164    |
| Perth Glory            | Perth, WA      | Members Equity Stadium   | 18,156    |
| Queensland Roar        | Brisbane, Qld  | Suncorp Stadium          | 52,500    |
| Sydney FC              | Sídney, NSW    | Aussie Stadium           | 42,000    |
| Wellington Phoenix     | Wellington, NZ | Westpac Stadium          | 36,000    |

## Tabla de posiciones
| Pos | Equipo                 | PJ | PG | PE | PP | GF | GC | GA  | Pts |
| --- | ---------------------- | -- | -- | -- | -- | -- | -- | --- | --- |
| 1.  | Central Coast Mariners | 21 | 10 | 4  | 7  | 30 | 25 | +5  | 34  |
| 2.  | Newcastle United Jets  | 21 | 9  | 7  | 5  | 25 | 21 | +4  | 34  |
| 3.  | Sydney FC              | 21 | 8  | 8  | 5  | 28 | 24 | +4  | 32  |
| 4.  | Queensland Roar        | 21 | 8  | 7  | 6  | 25 | 21 | +4  | 31  |
| 5.  | Melbourne Victory      | 21 | 6  | 9  | 6  | 29 | 29 | ±0  | 27  |
| 6.  | Adelaide United        | 21 | 6  | 8  | 7  | 31 | 29 | +2  | 26  |
| 7.  | Perth Glory            | 21 | 5  | 8  | 9  | 27 | 34 | -7  | 23  |
| 8.  | Wellington Phoenix     | 21 | 5  | 5  | 11 | 25 | 37 | -12 | 20  |

* Leyenda: PJ: Partidos jugados; PG: Partidos ganados; PE: Partidos empatados; PP: Partidos perdidos; GF: Goles a favor; GC: Goles en contra; Dif: Diferencia de goles; Pts: Puntos.
     Clasificado a la Liga de Campeones de la AFC 2009 y a la fase final.

     Clasificados a Primera ronda de la fase final.

## Fase final
- El vencedor de la Semifinal Mayor accede directamente a la Gran Final por el título, mientras el cuadro derrotado enfrenta al ganador de la Semifinal Menor por el segundo cupo en la Gran Final.

### Semifinal Mayor (1° vs 2°)
| 27 de enero de 2008 | Newcastle United Jets | 2:0 | Central Coast Mariners | Energy Australia Stadium, Newcastle |  |
|                     |                       |     |                        | Asistencia: 22.960 espectadores     |  |

| 10 de febrero de 2008 | Central Coast Mariners | 3:0 | Newcastle United Jets | Bluetongue Stadium, Gosford     |  |
|                       |                        |     |                       | Asistencia: 19.110 espectadores |  |

### Semifinal Menor (3° vs 4°)
| 25 de enero de 2008 | Sydney FC | 0:0 | Queensland Roar | Aussie Stadium, Sídney          |  |
|                     |           |     |                 | Asistencia: 23.450 espectadores |  |

| 8 de febrero de 2008 | Queensland Roar | 2:0 | Sydney FC | Suncorp Stadium, Brisbane       |  |
|                      |                 |     |           | Asistencia: 36.220 espectadores |  |

### Final Preliminar
| 17 de febrero de 2008 | Newcastle United Jets                                              | 3:2 | Queensland Roar     | Energy Australia Stadium, Newcastle |                                 |
|                       | Matt Thompson 40' · Joel Griffiths 104' (pen.) · Tarek Elrich 111' |     | Reinaldo 90+2' 118' | Asistencia: 16.020 espectadores     | Asistencia: 16.020 espectadores |

### Gran Final
| 24 de febrero de 2008 | Central Coast Mariners | 0:1 | Newcastle United Jets | Sydney Football Stadium, Sídney |                                 |
|                       |                        |     | Mark Bridge 64'       | Asistencia: 36.350 espectadores | Asistencia: 36.350 espectadores |

| Bandera de Australia                     |
| Campeón Newcastle United Jets 1.º título |

## Máximos Goleadores
* finalizada la temporada regular, no se contabilizan juegos de playoffs.
| Pos. | Jugador        | Club                   | Goles |
| ---- | -------------- | ---------------------- | ----- |
| 1    | Joel Griffiths | Newcastle United Jets  | 12    |
| 2    | Shane Smeltz   | Wellington Phoenix     | 9     |
| 3    | Alex Brosque   | Sydney FC              | 8     |
|      | Jamie Harnwell | Perth Glory            | 8     |
| 5    | Daniel Allsopp | Melbourne Victory      | 7     |
|      | John Aloisi    | Central Coast Mariners | 7     |